# María Lasarte
María Fernández Urrechu, más conocida artísticamente como María Lasarte, es una soprano española nacida en la localidad burgalesa de Miranda de Ebro. Es licenciada en Ópera y Recital por la Universidad de Viena.

## Biografía
A la tempranda edad de cinco años María Lasarte comenzó sus estudios de piano, aunque pronto se daría cuenta de que lo suyo era el canto. A medida que fue creciendo, María Lasarte pasó por diferentes conservatorios de España como el Antonio Cabezón de Burgos, el Profesional de Música de La Rioja y el Joaquín Turina de Valencia.
Más tarde viajó a Viena donde se licenció en Ópera y Recital en la Universidad de Música y Arte Dramático y donde obtuvo las más altas calificaciones. Entre sus profesores en la capital austríaca se encuentran los músicos Ileana Cotrubas, Elena Obraztsova, Ludmila Ivanova y Carlos Montané, así como Helena Lazarska, Patricia Weis, Ivan Parik y Charles Spencer.

## Trayectoria
Debutó como profesional en el Wiener Kammeroper en 1997 con la versión alemana de la zarzuela "Doña Francisquita".
En el año 2001, en el marco del festival  “Wien Modern” (Viena Moderna) participó en la ópera china “Night Banquet”, de Guo Wengjing y en septiembre del año siguiente interpretó en Rusia el papel de Glaura en la ópera “Glaura y Cariolano” del compositor José Lidón (Festival “Las tardes españolas de San Petersburgo).

## Premios
- 1999. Primer Premio y Premio del Público en el concurso de Silvia Geszty.
- 2012. Primer Premio en el concurso “Voces jóvenes”, La Vall d’Uxo, en Castellón.